# Remigiusz ze Strasburga
Remigiusz, biskup Strasburga, również Remidiusz lub Remi (zm. 20 marca 783) – syn alzackiego hrabiego, Hugona, biskup Strasburga, święty katolicki.
Ok. 777 został powołany na stolicę biskupią. Będąc z pielgrzymką w Rzymie (po 770, przed 783) otrzymał w darze od papieża Hadriana I (zm. 795) relikwie św. Zofii, męczennicy (zm. ok. 303) lub (według tego samego źródła) św. Zofii, matki Wiary, Nadziei i Miłości. Relikwie miały zostać umieszczone w klasztorze dla kanoniczek w Eschau (Alzacja), który ufundował w 777 roku.
Wspomnienie liturgiczne św. Remigiusza w Kościele katolickim obchodzone jest w dies natalis (20 marca).